# إرنست إيغنر
إرنست إيغنر (بالألمانية: Ernst Aigner)‏ (مواليد 31 أكتوبر 1966) هو لاعب كرة قدم. يلعب مع منتخب النمسا لكرة القدم. سبق له أن لعب في كأس العالم لكرة القدم مع منتخب بلاده.

## روابط خارجية
- إرنست إيغنر على موقع الاتحاد الدولي (مؤرشف)  (الإنجليزية)
- إرنست إيغنر على موقع قاعدة بيانات كرة القدم.إي يو (الإنجليزية)
- إرنست إيغنر على موقع ناشيونال فوتبول تيمز (الإنجليزية)